# Milan calibre 9
Série Trilogie du Milieu
L'Empire du crime
(1972)
Série
Calibro 9
(2020)
Pour plus de détails, voir Fiche technique et Distribution.
Milan calibre 9 (Milano calibro 9) est un poliziottesco italien réalisé par Fernando Di Leo et sorti en 1972. C'est la première partie de la trilogie du Milieu qui comporte également L'Empire du crime et Le Boss.
Le film suit Ugo Piazza, qui après avoir purgé sa peine de 4 ans de prison, est relâché un an avant son terme pour bonne conduite. Son ancien complice, Rocco, le psychotique homme de main de l'inquiétant baron du Crime, L'Américain, vient le cueillir à sa sortie et lui rafraîchit la mémoire : 300 000 dollars ont curieusement disparu alors qu'Ugo était le dernier maillon de la transaction.

## Synopsis
Un bandit nommé Rocco Musco et un associé supervisent une cargaison de devises clandestines en dollars, transférées à Milan par des coursiers. Sur le trajet entre la piazza del Duomo et le métro, lors d'un échange entre les différents coursiers, le paquet est mystérieusement remplacé et l'argent disparaît. Les deux responsables de la livraison interrogent en vain les coursiers innocents. Faute de réponse satisfaisante, les deux malfrats les battent d'abord, pour finalement les assassiner sauvagement.
Trois ans plus tard, Ugo Piazza est libéré de la prison San Vittore. Il était l'un des coursiers, échappant à la vengeance de Rocco car entre-temps il avait été arrêté pour un vol. À sa sortie de prison, Rocco et ses nervis l'attendent, chargés par le capo de la mafia, l'Américain de l'approcher pour commencer à le cuisiner. L'Américain est convaincu que c'est Piazza lui-même qui a fait disparaître le butin. Piazza nie toute responsabilité et, après avoir été battu, il est dépouillé de son argent et de ses documents ; Rocco lui conseille d'aller régler ses affaires avec l'Américain, pour éviter des « accidents » futurs.

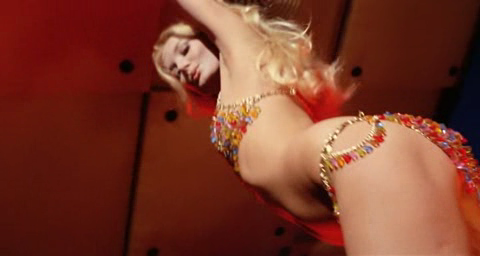
La danse érotique de Nelly Bordon (Barbara Bouchet).

Ugo se rend au poste de police le visage tuméfié, déclarant qu'il a été renversé par un chauffard et qu'il a perdu ses papiers, demandant un duplicata. Il doit y subir le harcèlement d'un commissaire expert, qui devine le véritable cours des événements. Le connaissant bien, il soupçonne Piazza d'être l'auteur du vol de la Piazza del Duomo. Il l'avertit du grand risque qu'il court et l'invite à collaborer afin de piéger l'Américain. Ugo nie toutes les accusations et finit par obtenir un duplicata du document, afin de pouvoir trouver un logement dans un hôtel modeste.
Le soir même, les trois nervis reviennent lui rendre visite, détruisant les meubles de sa chambre à la recherche de l'argent et mettant Ugo dans la situation de devoir payer les dégâts. N'ayant pas l'argent, il décide d'aller l'emprunter à deux vieux amis : Don Vincenzo, un vieux capo déchu de la mafia locale, et son « filleul » de confiance Chino, un tueur à gages expert. Ce dernier lui prête l'argent mais refuse de le prendre sous sa protection contre l'Américain. Une fois de plus, Rocco et ses acolytes font irruption dans la maison, mais Chino réagit et, après une brève échauffourée, parvient à les repousser.
Ugo décide alors de rencontrer l'Américain. Lors de la rencontre, l'Américain l'invite à avouer en échange de l'abandon de sa vengeance, mais Ugo continue de nier. Le capo lui propose alors de revenir travailler pour lui, dans l'équipe de Rocco. Il explique que comme ça, il pourra mieux contrôler ses mouvements et toute démarche suspecte. Piazza est également constamment suivi par la police et par un mystérieux individu portant une veste rouge.
Le soir, Piazza se rend dans une boîte de nuit où travaille la danseuse Nelly, son ex-maîtresse. Il y retrouve également de vieilles connaissances, dont le barman et le fils de ce dernier, Luca. Ugo passe la nuit avec Nelly, lui confiant qu'il n'a jamais pris l'argent et qu'il a l'intention de trouver le vrai coupable. Il affirme que ce n'est qu'en prouvant qu'il n'était pas impliqué dans le vol qu'il pourra enfin vivre libre de la vengeance de la pègre.
Au commissariat, alors qu'ils enquêtent sur le trafic de l'Américain, de longues discussions ont lieu entre le commissaire et son adjoint Mercuri : le premier juge que les criminels sont irrécupérables et qu'il faut donc utiliser tous les moyens pour les combattre, tandis que le second est plus attentif aux questions sociopolitiques et est convaincu que même les criminels ne sont que des pions dans un échiquier bien plus vaste.

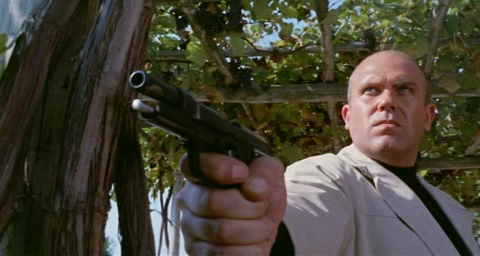
Ugo Piazza (Gastone Moschin) pendant le massacre dans la villa de l'Américain.

Les jours suivants, une autre importante cargaison d'argent disparaît : l'un des coursiers est assassiné par l'homme à la veste rouge, qui s'enfuit ensuite avec le butin sans être remarqué. L'Américain est convaincu qu'il s'agit de Chino et décide de le faire éliminer par l'équipe de Rocco, dont Ugo qui est tenu dans l'ignorance de la cible. Au moment de la tentative d'assassinat, il tente de l'empêcher, mais Don Vincenzo est quand même abattu, tandis que Chino parvient à s'échapper. En raison de son comportement, Ugo est soupçonné d'être impliqué dans ce vol et est donc tabassé et interrogé à nouveau. Il parvient néanmoins à convaincre l'Américain de son innocence et de l'absence de participation de Chino, ce qui éveille les soupçons sur les autres nervis de la bande.
Le chef entend le raisonnement d'Ugo, et commence à douter de ses hommes. Le jour suivant, il envoie Rocco chez Chino pour mettre les choses au clair. Cependant, Rocco n'y trouve personne et attend en vain : Chino veut en effet venger la mort de son parrain et se rend à la villa de l'Américain pour y perpétrer un massacre, aidé par Ugo qui prétendait initialement être du côté du capo. Chino se venge, mais il est mortellement blessé. Ugo, enfin libéré de son ennemi, se rend dans une maison en ruine à la campagne pour retirer les 300 000 dollars volés trois ans plus tôt. Alors qu'il est sur le chemin du retour vers Milan, il est arrêté par la police qui, entre-temps, a découvert le massacre dans la villa et le soupçonne d'y être impliqué.
Ugo est alors contraint de se rendre au poste de police pour une garde à vue. Il y rencontre Rocco, qui a également été arrêté pour la même raison. Piazza a toujours son sac d'argent avec lui, mais il n'attire l'attention de personne (sauf celle de Rocco) et n'est pas fouillé. Le commissaire, satisfait de l'élimination de l'Américain et du transfert de son collègue Mercuri dans un autre bureau, interroge superficiellement quelques femmes présentes dans la villa au moment du massacre, en leur demandant si Piazza était là. Mais celles-ci, après un signe de tête de Rocco, le disculpent. Rocco, en effet, a également compris la stratégie d'Ugo et avant de le libérer, il lui demande de travailler pour lui, fasciné par son plan ; Piazza hésite, répondant qu'il va réfléchir à la proposition.
En réalité, Ugo a déjà décidé de quitter Milan et, après avoir téléphoné à Nelly, il se rend chez elle pour l'inviter à le suivre à Beyrouth, en lui montrant son sac rempli de dollars. Soudain, Luca apparaît, se révélant être le mystérieux homme à la veste rouge : Nelly est sa complice et le pousse à tirer sur Ugo qui, bien que mortellement blessé, parvient à asséner un violent coup de poing à la jeune fille. Alors que Luca pleure la mort présumée de Nelly, Rocco, qui avait suivi Ugo après sa libération du commissariat, arrive sur les lieux. Il voit le corps de Piazza lâchement abattu dans le dos. Il s'en prend à Luca dans un accès de rage, lui fracassant la tête sans se soucier du butin, pour venger l'homme pour lequel il a désormais la plus grande admiration. La police apparaît alors soudainement et l'arrête en flagrant délit.

## Fiche technique
Sauf indication contraire, les informations mentionnées dans cette section peuvent être confirmées par la base de données cinématographiques IMDb,  présente dans la section « Liens externes ».
- Titre français : Milan Calibre 9
- Titre original italien : Milano calibro 9
- Réalisation : Fernando Di Leo
- Scénario : Fernando Di Leo adapté d'un récit de Giorgio Scerbanenco
- Photographie : Franco Villa (de)
- Musique : Luis Bacalov, Osanna
- Production : Armando Novelli
- Sociétés de production : Cineproduzione Daunia 70
- Pays de production :  Italie
- Genre : poliziottesco
- Durée : 97 minutes
- Dates de sortie :
  - Italie : 23 février 1972
  - France : 10 juillet 1974

## Distribution
- Gastone Moschin (VF : Michel Leroyer) : Ugo Piazza
- Mario Adorf (VF : Jacques Dynam) : Rocco Musco
- Frank Wolff (VF : Jean-Claude Michel) : Commissaire divisionnaire
- Luigi Pistilli (VF : Jean-Louis Jemma) : Commissaire principal Mercuri
- Ivo Garrani : don Vincenzo
- Barbara Bouchet : Nelly
- Philippe Leroy : Chino
- Lionel Stander (VF : Jacques Berthier) : L'Américain
- Mario Novelli : Pasquale
- Salvatore Arico : Luca
- Fernando Cerulli : le vieil hôtelier qui fait des mots croisés
- Ernesto Colli : Bertolon
- Giorgio Trestini : Franceschino
- Bruno Bertocci : François Doremat
- Imelde Marani : la femme dynamitée
- Empedocle Buzzanca : l'homme dynamité
- Rossella Bergamonti : Donna Villa

## Production
Milan calibre 9 est le deuxième film de Di Leo adapté des œuvres de l'écrivain Giorgio Scerbanenco, après La Jeunesse du massacre (1969). Selon le critique Roberto Curti, le réalisateur considérait les œuvres de Scerbanenco comme un « appât » et pensait qu'ils partageaient la même vision du monde « sombre et désabusée ». Il a noté que l'écrivain aurait apprécié le « jeu terrible mais amèrement ironique des apparences, des coïncidences et des trahisons qui mène l'histoire à sa conclusion inévitable ». Crédité comme étant basé sur le recueil de nouvelles Milano calibro 9 de 1969 de Scerbanenco, le scénario est en grande partie une œuvre originale, bien qu'il ait été partiellement influencé par trois des nouvelles du recueil : sa description d'un échange de deux paquets entre une série de coursiers, qui culmine avec l'explosion simultanée des deux paquets lorsqu'ils atteignent leur destination finale, est tirée de Stazione centrale ammazzare subito, tandis que des références mineures sont faites à Vietato essere felici et La vendetta è il miglior perdono.
Le titre de travail du film était Da lunedì a lunedì (litt. « Du lundi au lundi »), le scénario indiquant que les cartons devaient indiquer l'heure et le jour de chaque scène. Le monteur Amedeo Giomini a révélé que si ces cartons figuraient sur la copie de travail du film, ils n'ont pas été utilisés sur les copies destinées aux salles.
En discutant de Milan calibre 9 plusieurs années après sa sortie, Di Leo a regretté de ne pas avoir supprimé les scènes entre le commissaire de police de droite Frank Wolff et son collègue de gauche Fonzino/Mercuri, joué par Luigi Pistilli, estimant que leur inclusion gênait le rythme du film et le détournait de l'attention portée aux criminels.

### Bande originale
La bande originale du film, Preludio Tema Variazioni e Canzona, est un album de collaboration entre Luis Enríquez Bacalov et le groupe italien de rock progressif Osanna.
Preludio, Tema et Canzona sont écrits par Bacalov et interprétés par Osanna, les chansons Variazione sont composées par Lino Vairetti et interprétées par Osanna. Toutes les chansons sont instrumentales, sauf My Mind Flies et Canzona. Le film comprend également 2º tempo : Adagio (Shadows) interprété par New Trolls.
1. Preludio
2. Tema
3. Variazione I (To Plinius)
4. Variazione II (My Mind Flies)
5. Variazione III (Shuum...)
6. Variazione IV (Tredicesimo cortile)
7. Variazione V (Dianalogo)
8. Variazione VI (Spunti)
9. Variazione VII (Posizione raggiunta)
10. Canzona

## Exploitation
Milan calibre 9 est sorti en Italie le 15 février 1972 et a été distribué par Lia Film. Pour n'interdire le film qu'aux moins de 14 ans, la commission italienne de classification des films a exigé des coupes dans la scène où Rocco torture un coursier avec un rasoir et dans la séquence finale où Rocco matraque Luca jusqu'à ce que mort s'ensuive ; Giomini a estimé que la censure de cette dernière scène en réduisait l'impact. Le film a rapporté un total de 754 443 000 lires lors de sa sortie en salle en Italie.

## Postérité
Le film ultérieur de Di Leo, Diamants de sang (1978), est considéré par Curti comme l'envers de Milan calibre 9, les rôles étant interchangés dans un film par rapport à l'autre. Le titre de travail de Diamants de sang était Roma calibro 9, et Barbara Bouchet joue des rôles semblables dans les deux films.
Moschin jouera plus tard un personnage de mafioso, Don Fanucci, dans Le Parrain, 2e partie (1974).
On fait référence au film dans le court-métrage publicitaire pour Nike Italia avec le basketteur Kobe Bryant intitulé Milano Kalibro Kobe, et mettait en scène les footballeurs internationaux italiens Giampaolo Pazzini, Gennaro Gattuso, Alberto Aquilani, Claudio Marchisio et Marco Materazzi, le footballeur international néerlandais Wesley Sneijder et la vedette italienne de la NBA Marco Belinelli dans des parodies des personnages originaux. La publicité a été réalisée par Enzo G. Castellari, qui, à l'instar de Di Leo, était un éminent réalisateur de poliziotteschi,.
La scène de danse lascive de Barbara Bouchet a inspiré les films Grindhouse et Planète Terreur de Robert Rodriguez, avec Rose McGowan.

### Suite
Une suite directe, Calibro 9, a été produite en 2020. Elle est réalisée par Toni D'Angelo (it) et produite par Gianluca Curti, dont le père Ermanno était coproducteur du premier film. Comme interprètes, on retrouve Marco Bocci dans le rôle de Fernando Piazza, le fils du personnage de Moschin, et Barbara Bouchet qui reprend son rôle de Nelly Bordon. On retrouve également Michele Placido, Alessio Boni et Ksenia Rappoport.